# Lymantria aurora
Lymantria aurora este o specie de molii din genul Lymantria, familia Lymantriidae, descrisă de Butler 1877 Conform Catalogue of Life specia Lymantria aurora nu are subspecii cunoscute.